# Timsko delo
Tim sestavlja skupina ljudi, ki so povezani s skupnim namenom, za uresničitev točno določenega cilja. Pomeni organizacijsko tvorbo sestavljeno iz članov, usmerjenih nalog (ciljev), procesa  vodenja, komunikacije ter skupnih  vrednot. Za tim je značilno tudi posebno razpoloženje v katerem so ljudje pripravljeni delati več kot sicer, tako z enakim številom ljudi pri opravljanju določenih nalog dosežemo več in boljše rezultate.
Delo v timu je smiselno, kadar delovne naloge presegajo zmožnosti samo ene stroke ali posameznika v podjetju. Je nepogrešljivo, kadar pot reševanja, rešitev, število rešitev in način reševanja problema niso znani. V takem primeru so dobrodošla različna mnenja, s katerimi se po usklajevanju lahko določi najboljša rešitev.  Timsko delo je primerno tudi, kadar naloga od članov zahteva razpršitev dela, tako da se, za izpolnitev delovne naloge združijo različne spretnosti članov. Smiselna uporaba take oblike dela je tudi, kadar je potrebno zbiranje več idej in informacij, pa tudi, kadar je potrebno preveriti odločitve ter, kadar želimo povečati pripravnost in vključenost  zaposlenih.
Timsko delo je skupinsko delo samostojnih članov. Vsakdo ima  specifično znanje in odgovarja za svoje  odločitve, ki pa so podrejene skupnemu cilju v okviru določene delovne naloge. Nihče ni nikomur podrejen ali nadrejen, vsakogar in vse skupaj pa obvezuje delovna naloga. 
Za pravi tim je  značilno vzpostavljanje horizontalnih odnosov, ki temeljijo na jasni osebni in strokovni identiteti  vsakega člana, a hkrati tudi na zmožnosti razumevanja drugačnosti vseh ostalih. Odgovornost in samostojnost članov tima terja od njih raven, različnosti, ki povezuje, saj ustvarjajo nove kreativne rešitve in povečujejo verjetnost učinkovite akcije.

## Tim:skupina
Tim oziroma timsko delo ni enako skupini oziroma skupinskemu delu. Avtorja navajata mnogo razlik med tema dvema oblikama organizacije dela v podjetju. 
Za skupino je značilno, da člani delo v skupinah dojemajo kot administrativno določeno. Večinoma delajo neodvisno, samo kadar so cilji skupni se povežejo v skupino. V timu pa člani spoznavajo svojo medsebojno odvisnost, to najlažje dosežejo z vzajemno pomočjo. Člani zavzemajo skupne močni pri dosegi istega cilja, h kateremu so zavezani, medtem ko člani skupine želijo vso pozornost osredotočiti nase. Člani v timu prispevajo k uspešnosti  podjetja, s svojo ustvarjalnostjo in talentom ter znanjem, spodbujajo nove ideje in jih sprejemajo, medtem, ko skupina predlogov ne spodbuja. V skupini člani podjetja ne zaupajo ciljem svojim sodelavcem v takšni meri, da bi drug drugega spodbujali in prosto izražali mnenja, predloge in občutke ali  nesoglasja, kot se to dogaja v timu. V timu, si člani prizadevajo tudi za odprto in pošteno komunikacijo, trudijo se razumeti med sabo in sprejemati  stališča drug drugega. Skupine se pogosto znajdejo v  situacijah, za katere ne vedo, kako jih rešiti, rešitve so pogosto odvisno od šefa (nadrejenega), ki jih nadzoruje in omejuje. Prav tako pride v timu pogosto do konfliktov, vendar jih sprejemajo, kot normalen pojav v človeških odnosih, za razliko od skupine, vidijo možnosti za nove rešitve in kreativnost članov. Konflikte si prizadevajo reševati sproti in konstruktivno. V timu za razliko od skupine člani sodelujejo pri odločitvah, ki so za tim pomembne. Cilj je vedno uspešnost tima, ne skladnost mnenja tima z vodilnim. V skupini pa je značilno hierarhično odločanje in skladnost mnenja skupine z vodilnim, v mnenjih se ne ozirajo na uspešne delovne doseže skupine. 

## Razvoj in usposabljanje tima
Tim se vedno razvije iz skupinskega dela. Prehajanje skupine v tim poteka skozi več ravni. Razvoj tima naj bi vključeval tako nekatere oblike intervencij gradnje tima kot usposabljanja tima .
Najnižjo raven predstavlja raven odvisnosti, sledi faza merjenja moči, nato faza utrjevanja notranje strukture ter faza vzajemnosti.
Na najnižji ravni, se najpogosteje pojavlja vprašanje članov: «Ali me bodo sprejeli«? »Se bom lahko uveljavil«? Uveljavi se avtoritativni vodja, tisti, ki je po svoji naravi nagnjen k odločnosti in vsemogočnosti. Na ta način se zmanjša negotovost članov, a je onemogočen razvoj na višjo stopnjo, dokler se tudi drugi v skupini ne začnejo potegovati za položaje v skupini. Merjenje moči med člani skupine poteka tako vertikalno, kot horizontalno. Člani se med seboj povezujejo najprej zato, da vzpostavijo potrebo po varnosti, kasneje pa se razvija tudi želja po sodelovanju. Ko se skupina začne oblikovati kot celota, izginjajo meje med člani, vsi se doživijo »enake« in oživi prostor različnosti. Moč ji daje skupinska usmeritev, skupna delovna naloga, ki zahteva različnosti članov za njeno uresničitev. Strokovni tim je skupina ljudi in skupina strokovnjakov. Poleg uravnavanja različnih mnenj mora uravnavati tudi medsebojne odnose. Preden doseže raven funkcionalnosti mora zagotoviti osnovnim postavkam (otepati se mora nenehnega vračanja nanje).  Toda to uspe le tisti skupini, ki spoštuje in podpira specifične razlike med člani in razumno išče prednost v funkcionalni povezavi različnosti. 
Čeprav naj bi tako gradnja tima kot usposabljanje oz. trening tima, vplivala na izboljšanje delovanja tima in njegove učinkovitosti, se razlikujeta v pomembnih vidikih. Usposabljanje tima je formalen in sistematičen proces, osredotočen na pridobivanje specifičnih kompetenc, medtem ko pri gradnji tima tovrstnega cilja ni . Sestavni del usposabljanja oziroma treninga je praksa, ki se izvaja v določenem kontekstu. Trening razvijanja spretnosti, ki so pomembne za izpolnitev nalog tima, naj bi bil usmerjen na posameznika .

## Velikost tima
Za optimalno delovanje tima so strokovnjaki ocenili, da je najbolje, če ga sestavlja od 5-12 članov. Kasneje so raziskovalci razširili raziskovanja na tem področju in ocenili, da je optimalno število udeležencev učinkovitega tima osem. Manj kot pet udeležencev bi pomenilo manjšo izmenjavo idej, slabšo kreativnost in ustvarjalnost tima, več kot 12 članov pa lahko privede do nepremostljivih konfliktov in potencialno formiranje članov tima v manjše podskupine.   
Sestava tima je lahko homogena ali heterogena, vsaka forma prinaša svoje pomanjkljivosti in prednosti. V  homogenem timu bodo člani delovali bolj koherentno (usklajeno), v  heterogenem pa so na eni strani veliki potenciali za kreativnost in za konflikte na drugi.

## Timske vloge
Vloge,po avtorju Beblinu, ki se vzpostavijo v timu:
- Snovalec-inovatorji, polni idej, najraje delajo zase, so bolj  introvertirani. Pomembni so v začetni fazi tvorjenja predlogov. Če jih je preveč lahko tudi znižujejo učinkovitost dela.
- Iskalci sredstev- so družabni, komunicirajo z vsemi člani tima, so dobri pogajalci. Rabijo veliko spodbud za delo, pogosto so preveč optimistični.
- Opazovalci, ocenjevalci-odločajo se počasi, stvari temeljito premislijo, učinkoviti so pri  analiziranju problemov. Delujejo bolj resno, manjka jim navdiha, da bi spodbudili sodelavce ter jih motivirali.
- Koordinatorji-predvsem so usmerjeni v ljudi, zlahka druge spodbudijo k delu, bolj se ujamejo s kolegi na istem ali podobnem položaju, kot pri usmerjanju podrejenih.
- Izvajalci-dobro organizirani in disciplinirani, zvesti so svojemu timu imajo občutek za praktičnost in so zelo zanesljivi.
- Sodelavci ali timski delavci-zavzemajo se za druge, hitro se prilagajajo novim situacijam. Preprečujejo medsebojne spore v timu in omogočajo učinkovito sodelovanje med člani.
- Dovrševalci-skrbni, vestni, imajo smisel za podrobnosti, ne potrebujejo veliko zunanje spodbude za delo.
- Oblikovalci-izzivajo spore, iščejo nove ideje, v žeji po uspehu ne izbirajo sredstev. Dobro delujejo pod pritiskom.
- Specialisti-posamezniki z visiko specializiranim in tehničnim  znanjem, preučijo strokovno zanesljivost posameznih nalog.

## Oblike timskega dela
- Organizacija tima je odsev stopnje zrelosti skupinskih odnosov. Tim se lahko organizira tako, da je v njem več različnih ljudi z različnimi poklicnimi profili, ki izvajajo bolj obširno in zapleteno delovno nalogo. Tak tim imenujemo  multidisciplinarni tim. V njem ima vsak jasno opredeljeno nalogo in dolžnost. Gre za neke vrste delovno skupino, v kateri med člani ni pravega sodelovanja, vsak izvede svoj del naloge, ki je krmiljena od zgoraj. Člani skupine prepoznajo samo svoj odnos do delovne naloge, nimajo možnosti za ustvarjalnosti in razvojne spremembe. Morebitne konfliktne vsebine tako ostajajo neopažene in neizgovorjene.[2]
- Redka oblika tima uporabljenega v praksi je  transdisciplinarni tim. Dosega raven, na kateri se ob ohranjaju specifičnih razlik članov ustvari visoka stopnja njihove notranje povezanosti. Vgrajen ima mehanizem presojanja in tehtanja različnih mnenj. V takem timu se razvije medosebojna povezanost, kjer člani med seboj sodelujejo in to pripelje do stopnje, ko je vsak član sposoben celostnega reševanja problemov in ne več le na osnovi svoje stroke. Posameznik si ustvarja svojo samopodobo s tem, da posreduje bolj ali manj poglobljeno znanje. Svoje izkušnje organizira v vrednostno sliko o sebi. Vsi člani v takem timu so hkrati strokovnjaki in  menedžerji. Svojo poklicno stroko so nadgradili v nove profile, ki dajejo kolegiju večbarvnost, pluralizem mnenj in pogledov.[2]
- Najbolj učinkovit tim je po mnenju stroke interdisciplinarni tim. Zanj je značilno sodelovanje med člani, neposredno povezovanje več strok na novi ravni spoznavanja in ravnanja. Komunikacija poteka v vodoravni smeri in hkrati podpira posameznika in tim. Člani komunicirajo med sabo v “timskem” jeziku, ki presega strokovni jezik posamezne  discipline in omogoča učinkovito dogovarjanje med člani. Vsakdo opravi svojo nalogo, ocene in mnenja pa prediskutira v timu, kjer oblikujejo skupno oceno in se odločijo za nadaljnja dejanja. Na eni strani tim ohranja delovno  disciplino, na drugi strani pa spodbuja razvoj ter ustvarjanost. Tak tim je odprt organizem, ki se uči in razvija.[2]

## Učinkovit tim
Dinamično in kompleksno organizacijsko okolje od tima zahteva, da njegovi posamezni člani razrešijo težke koordinirane procese, ki vsebujejo posameznikove kognitivne, motivacijske oz. čustvene in vedenjske vire. Ti procesi so ciklični in recipročni – ko skupinski procesi sovpadajo z okoljsko posredovanimi nalogami, je tim učinkovit. Učinkovitost tima je dinamičen proces. 
Načela, po katerih delujejo učinkoviti timi, so:
- Da tim učinkovito deluje, si mora na začetku postaviti jasne namene in  vizijo njegovega oblikovanja, poslanstvo, strategije dela ter cilj, kaj želimo s timom doseči. Določiti moramo tudi prispevke vsakega člana tima v celotnemu procesu, kaj, kdo ter kako bo prispeval k realizaciji timske vizije, kakšni bodo njegovi prispevki, znanja in odgovornosti. Tim tako uspešno deluje, če so natančno profilirane vloge in jasno postavljene zadolžitve vseh članov (tudi prevzem vodenja tima).
- V učinkovitem timu, se pojavljajo določene značilnosti, ki so posledica njegove učinkovitosti, te so: nebirokratsko timsko razpoloženje, v katerem je značilno delovno vzdušje, vznemirjenje in napetost, kreativna energija, ki pa jo je potrebno nenehno usmerjati v strokovne in poslovne dosežke, ambicioznost in navdušenje, fleksibilnost in dinamičnost, marljivost, prodornost, strokovnost (znanje in izkušnje), ustvarjalnost in domišljija, zanesljivost, vztrajnost, pripravljenost tvegati, socialna empatija, mobilnost, prilagodljivost in aktualnost.
- Učinkovit tim išče rešitve skupaj, za morebitne konflikte in o spornih točkah, se odkrito pogovarjajo. Konflikte jemljejo, kot pobudo za nadaljnjo razpravo in delovanje.
- Komunikacija mora biti spontana in odprta, oblikuje se vsestranski način komuniciranja (vertikalno, horizontalno, krožno, verižno…), na podlagi katerega se ustvari tudi učinkovit proces dela. Vsak član lahko izrazi svoje mnenje, o katerem pa tim skupaj premisli. V uspešnem timu prevladuje  tolerantna klima, vsi člani se vključijo v proces del, kar je osnova za doseganje celovitih prednosti take oblike dela. Razvijejo se tudi spodbudni medsebojni odnosi.
- Kritike oziroma komentarji članov tima, ne veljajo za osebni napad, vedno so podane konstruktivno in namenjene odstranjevanju ovir, ki timu onemogočajo izpolnitev določenega cilja. Člani tima tudi kritično ocenjujejo svoje dosežke ter po potrebi, korigirajo način in potek dela.
- Vodenje prehaja od enega člana do drugega, glede na okoliščine in sposobnosti članov tima.
- Učinkovit tim vzpostavlja eksterne povezave z okoljem v katerem se nahaja. [6].

#### Ovire
Ovire učinkovitemu delovanju timov so:
- Verovanje v magične učinke tima. To, pomeni, da če skupino posameznikov postavimo pred nalogo, še ne bomo dobili uspešnega tima, ki bi izpolnil določeno vizijo.
- Neučinkovito planiranje ciljev. Da se tim počuti učinkovit, je potrebno, da imajo točno začrtane cilje, ki jih morajo doseči. Cilje si postavi za daljše časovno obdobje, tako se ti razdelijo v manjše time, tako jih ti uspešno dosegajo in uvajajo spremembe za njihovo dosego. Če nimajo ciljev, člani tima ne morejo udejanjati svojim talentov in jih ne morejo razvijati za dosego skupnih ciljev. [7]
- Pomanjkanje komunikacije. Slaba komunikacija med člani skupine onemogoča pretok informacij članom tima, ki jih potrebujejo. Pomanjkanje notranje komunikacije med člani onemogoča njihovo povezovanje in iskanje načinov reševanja problemov, s katerimi se tim sooča.
- Osebni spopadi. Gre za ovire interpersonalne narave (nezaupanje, osebna zaprtost, pomanjkanje empatije, ipd.). Ljudje, ki imajo svoje namene, niso pripravljeni na  kompromise, za dobro tima. Pomanjkanje spoštovanja za ostale člane tima lahko vodi v konflikte, saj ljudje, ki imajo probleme z drugimi v timu vodijo do destruktivne narave tima.
- Prepuščanje odgovornosti drugim.
- Razpravljanje in ne reševanje problemske situacije.
- Problem nejasno definiranih vlog (kdo je kdo, občutek pripadnosti timu).
- Zaznavanje bojazni, strahu in osebne ogroženosti posameznikov v timu.
- Nemotiviranost članov za delo, ti niso pripravljeni vložiti veliko napora v uresničevanje ciljev, da bi zadovoljili tako svoje interese kot tudi interese organizacije.
- Pomanjkanje zaupanja med člani tima. Člani si na mesto v usmerjenosti v nalogo in vizijo tima usmerjeno v medsebojno preverjanje in ščitenje lastnih interesov. Ker si med sabo ne zaupajo, to oteži skupno komunikacijo, saj pogosto pride do napačnega razumevanja informacij in zavor v komunikaciji.
- Nezadostna podpora vodstva.
- Pomanjkljiva usposobljenost za timsko delo.
- Neustrezni notranji procesi (komunikacija, spremljanje uspešnosti, medosebni odnosi, vodenje, koordinacija in organizacija).

#### Prednosti timskega dela
Prednosti timskega dela je precej, preden pa sestavimo tim, moramo imeti precej znanja in izkušenj, da naredimo timsko sestavo kompatibilnih posameznikov. Timsko delo nam omogoča prednosti, ki so razdeljene na prednosti, ki jih s takim delom pridobi posameznik, celoten tim ter organizacija, v okviru katere se tim organizira, da izpolni delovno nalogo.
Prednost timskega dela za posameznika – člana tima:
- prihranek časa in delitev dela
- boljša samopodoba in osebno počutje
- medsebojno dopolnjevanje znanja, spretnosti med člani tima, mnoštvo idej, dinamično in zanimivo delo
- člani si med sabo nudijo čustveno podporo, sprejetost, tako da lažje oblikujejo svojo poklicno identiteto
- pretok znanja in izkušenj zaposlenih, medsebojno si izmenjujejo znanje in izkušnje, s čimer skupaj bogatijo in nadgrajujejo lastna spoznanja in kreativno razmišljanje ter tako prispevajo h kreativni in inovativni uresničitvi vizije tima
- dvig morale in motivacije zaposlenih
- povečanje zadovoljstva pri delu
- boljši izkoristek posameznikovih spretnosti in sposobnosti.

Prednost timskega dela za tim:
- dvig delovne motivacije
- vzpostavitev večjega zaupanje med člani tima
- pristnejša in sproščena komunikacija
- večja vpetost zaposlenih v delovne cilje,  člani tima sodelujejo pri odločanju, zato je višja tudi zavezanost ciljem, ki jih sooblikujejo
- večplastno, ustvarjalno oblikovanje rešitev
- boljša medsebojna delovna integracija zaposlenih
- boljše obvladovanje novih in kompleksnih delovnih nalog
- bolj uporabne ideje.

Prednost timskega dela za organizacijo v celoti:
- večja povezanost zaposlenih v organizaciji
- večja povezanost organizacije z lokalno skupnostjo
- sodelovalna klima [8]
- zmanjšanje stroškov in povečanje hitrosti izvajanja celotnega poslovnega procesa.

## Stili vodenjatima
Strokovni tim ne deluje, dokler prevladujejo v skupini avtokratski odnosi, ker ni dovolj prostora za različnost mnenj. Pri tem ne gre le za neprimerno potrebo po moči in nadzoru vodje, ampak se ta potreba ujame s težnjo večine članov, da bi se izognili odgovornostim. V takem stilu vodenja v večji meri, kot vodja izkorišča svojo moč, bolj se člani izogibajo odgovornosti in so manj iniciativni. 
Tudi demokratični način vodenja pušča strokovnemu timu preozek prostor in pogosto vodi v pretirano formalizacijo dela ter odločanja. 
Zrel strokovni tim deluje po principu osebne svobode in odgovornosti. Vsak je odgovoren za svoj del delovne naloge, vodja pa je organizator med člani tima. Danes se išče rešitev v samostojnejših timih s svojimi vodji, tako, da vloga vodje kroži med člani. Vodenje timov lahko razdelimo na tisto, ki poteka po vodji tima, in tisto, ki ga izvaja vodilni, ki vodi s pomočjo timov. 

#### Vodje timov
Vloga vodje v timu je usmerjanje tima v procese iskanja in implementiranja najustreznejše rešitve. Poskrbeti mora, da člani tima vidijo celotno vizijo, razumejo cilje tima, ovire, razpoložljive vire ter svojo vlogo. 
Njegova naloga je pomoč za uresničevanje ciljev: odločanje, obvladovanje težav, spodbujanje odločitev, pomoč pri prilagajanju na spremembe in standardi odločnosti. 
Vodja spremlja notranje dogajanje v timu, katerega koordinira in v primeru neustreznih notranjih procesov (npr. neproduktivnega reševanja konfliktov) uvede potrebne spremembe. Vpliva na sodelavce in jih spodbuja, da bodo sledili želenim ciljem. S svojim  vedenjem in dejanji ustvarja klimo, ki vzpodbuja ali zavira zaželeno vedenje in uspešnost tima. 
Hkrati pa je pozoren tudi zunanje okolje in tako omogoča najbolj učinkovito prilagajanje morebitnim nastalim spremembam. V zunanjem okolju ustvarjanja povezave, predstavljanja in zastopanja tima, zagotavlja sredstva za delovanje, preverja zunanje kazalnike učinkovitosti v timu ter skrbi za pretok informacij iz okolja, med člani.
Običajno je vodja tima tisti podjetnik, ki sam s svojo idejo, znanjem in navdušenjem, energijo prepriča sodelavce v izvedbo  projekta. Dobro vodenje ljudi pa zahteva tudi izjemne veščine  motiviranja zaposlenih, organiziranja in  delegiranja dela, komuniciranja in reševanja konfliktov.